# Сан Ђинезио (Анкона)
Сан Ђинезио (итал. San Ginesio) насеље је у Италији у округу Анкона, региону Марке.
Према процени из 2011. у насељу је живело 4 становника. Насеље се налази на надморској висини од 254 м.